# Ubocze, Tỉnh West Pomeranian
Ubocze [uˈbɔt͡ʂɛ] (tiếng Đức Augustenhof)  là một ngôi làng thuộc khu hành chính của Gmina Grzmiąca, thuộc hạt Szczecinek, West Pomeranian Voivodeship, ở phía tây bắc Ba Lan. Nó nằm khoảng 28 kilômét (17 mi) phía tây bắc của Szczecinek và 132 km (82 mi) về phía đông bắc của thủ đô khu vực Szczecin.
Trước năm 1945, khu vực này là một phần của Đức. Đối với lịch sử của khu vực, xem Lịch sử của Pomerania.
Làng có dân số 30 người.